# Т-17
Т-17 «Лилипут» — советская танкетка межвоенного периода, разрабатывавшаяся в 1926—1929 годах. Серийно не производилась, было изготовлено 5 экземпляров.

## История создания
С самого начала создания танкетку Т-17 задумывали использовать в качестве машины разведки, сопровождения, охранения и связи. Проектирование официально началось в 1926 году: ГКБ ОАТ под руководством С. П. Шукалова, при участии Заславского В. И. начало работу над проектом лёгкого одноместного разведывательного танка «Лилипут». Однако проектирование шло очень медленно. Итоговый вариант требовал полной переработки двигателя и ходовой части. 3 марта 1928 года под командованием зав. моторной лаборатории А. П. Кушки и при содействии Л. Э. Пальмен, инженеров С. А. Гинзбурга и Э. Гроте состоялась защита плана новой танкетки. Опытный образец был изготовлен на заводе «Большевик» в Ленинграде лишь осенью 1929 года.

## Конструкция
За основу ходовой ходовой и трансмиссионной части был взят танк сопровождения Т-16. Корпус, взятый у несостоявшегося проекта танка «Лилипут», был исключительно клепаный на каркасе. Броневая защита была противопульной, броневые листы толщиной 7 и 14 мм. Двигатель конструкции А. А. Микулина, являвшийся модернизацией мотоциклетного двигателя ГоМВ Pz-12, был карбюраторным двухцилиндровым, с воздушным охлаждением и горизонтальным расположением цилиндров. Мощность двигателя составляла 20 л. с. Двигатель и трансмиссия составляли единый силовой блок. Ёмкость топливного бака составляла 47 литров. Гусеничная цепь была поставлена резинометаллическая. Экипаж машины — 1 чел. Этот человек должен был быть и водителем танкетки, и стрелком из пулемёта. Первые испытания пробегом танкетка Т-17 прошла в январе 1930 года, а в июне 1930 показала лучшую подвижность, даже чем танк Т-18. Однако ещё на предварительных испытаниях Т-17 сразу было видно, что одноместный кузов, не дававший возможность совмещать вождение машины и стрельбу из пулемёта, станет главной проблемой этой танкетки. В связи с этим по решению испытательной комиссии танкетка была отправлена на доработку.
Представленный ГКБ в январе 1931 года переработанный проект Т-17 был очень похож на своего предшественника, только с той разницей, что новый Т-17 стал двухместным и имел вместо резинометаллической гусеничной цепи — резиновую типа «Кегресс». Серийное производство танкетки Т-17 сочли ненужным, но проект оставили на доработку. Также комиссия выдвинула требования, чтобы в улучшенном Т-17 было место для двух человек и чтобы для проектирования бралась конструкция и стандарты танка Т-18. Тем не менее, было заказано ещё три опытных экземпляра Т-17, один из которых предполагалось модифицировать, установив два рабочих места для водителя и стрелка. Вскоре, однако, от этих прототипов отказались в пользу других более перспективных проектов. Впоследствии единственный экземпляр машины был переоборудован в танкетку Т-21.
Позже на основе Т-17 ГКБ ОАТ под руководством С. П. Шукалова и В. И. Заславского были разработаны проекты самоходной батальонной пушки и танкетки Т-21 (Л-IV) с экипажем из двух человек. В том же 1930 году с учётом опыта работ над танкеткой Т-17 были разработаны двухместные танкетки Т-22 и Т-23. Модернизированные танкетки классифицировались как «большие танкетки сопровождения».